# Adrian Crișan
Adrian Crișan est un pongiste roumain né le 7 mai 1980 à Bistrița et professionnel depuis 2001.
Classé n°28 mondial en 2014, il a obtenu son meilleur classement en 2006 en se hissant à la 12e place mondiale.
Il commence le tennis de table à dix ans. En 1997, il est recruté par un club de première division allemande. Il remporte l'Open du Brésil ITTF en 2005 et est champion d'Allemagne par équipe en 2004 (avec Chuan Chih-Yuan).
Il est sextuple champion de Roumanie (1999, 2002, 2004-2008).